# Airsoftová zbraň

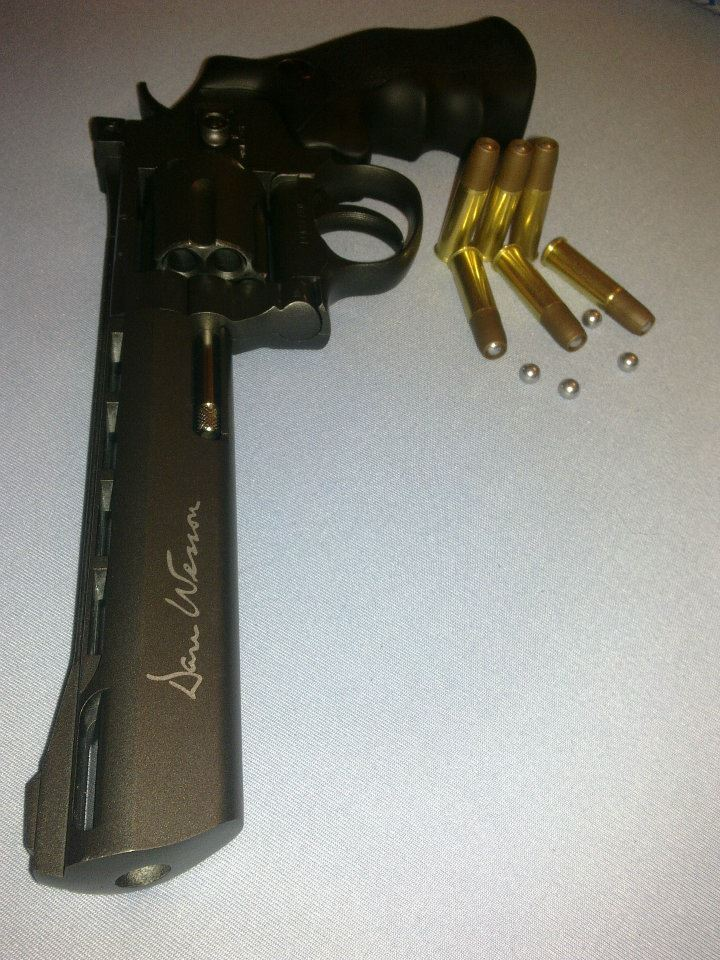
Airsoftová CO_{2} replika revolveru Dan Wesson od firmy ASG

Airsoftové zbraně (slangově „airsoftky“) jsou zbraně vystřelující kuličky ráže 6 nebo 8 mm. Tyto zbraně mohou být poháněné manuálně, elektricky nebo mohou střílet pomocí stlačeného plynu.
Všechny tři druhy airsoftových zbraní: manuální, elektrické i plynové pracují na stejném principu, při kterém stlačený vzduch, nebo plyn vystřeluje kuličku. Jde o repliky standardních střelných zbraní na "ostré" náboje. Výrobci se snaží co nejvíce přiblížit měřítku 1:1, a to nejen rozměry, ale některé i váhou, barevným provedením, nebo ražením / logem. Airsoftové zbraně jsou tedy pro laika nerozeznatelné od jejich nebezpečnějších předloh. Často lze určit, že se jedná o airsoftovou zbraň, až po vyjmutí zásobníku a kontrole munice v něm, případně komory ve zbrani. 
Pro svou věrohodnost se airsoftové zbraně používají k výcviku i v armádách a dalších ozbrojených složkách po celém světě, protože jejich provoz a munice je podstatně levnější. 

## Základní typy airsoftových zbraní

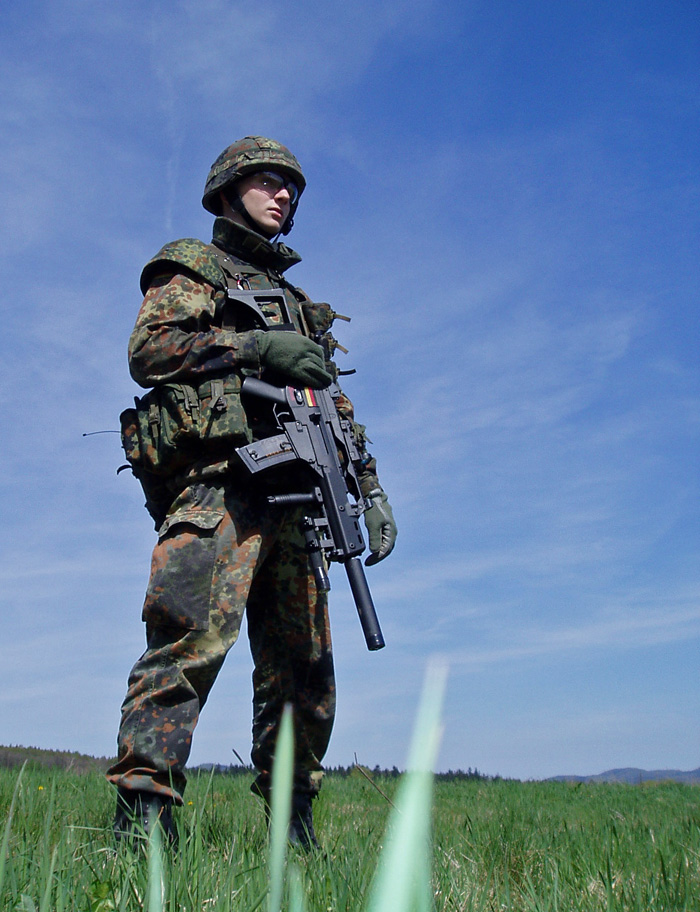
Hráč airsoftu vybavený replikou zbraně G36 od firmy Classic Army

### Manuální airsoftové zbraně
Manuální zbraně jsou zařízení určená pro střílení jednotlivých střel a využívají energii stlačené pružiny. 
Natažením závěru píst stlačí pružinu. Po stisku spouště tato pružinu vymrští píst do válce a vzduch, který před sebou píst žene, vystřelí kuličku hlavní ze zbraně ven.
Střelec musí před každým výstřelem zbraň znovu manuálně natáhnout stlačením pružiny. Pohybují se v cenách od 400 do cca 2 000 Kč a úsťová rychlost bývá okolo 40 – 120 m/s, dle toho, zda se jedná o ruční pistoli, nebo dlouhou zbraň.
Tyto zbraně jsou vhodné pro začátečníky, kteří s airsoftem začínají, nebo za pistoli nechtějí utratit příliš mnoho peněz. Tento typ manuálních zbraní se používá málokdy, protože před každým výstřelem se musí pistole nabít manuálním natáhnutím, což znamená, že je střelba pomalá, a tím pádem je střelba na více cílů těžší, nežli s automatickou zbraní.

### Plynové airsoftové zbraně
Tyto zbraně využívají k pohonu kuliček stlačený plyn. Mohou střílet poloautomaticky i plně automatickou střelbou, protože zbraň není potřeba natahovat. Nejčastěji se setkáváme s krátkými zbraněmi. Ve světě se však často také používají dlouhé zbraně (samopaly, útočné pušky, brokovnice, granátomety, granáty). Zbraň může být také vybavena systémem Blow-back, tj. zpětný ráz zbraně. Ten má přibližně stejnou razanci jako u malorážky. Při střelbě z takovéto zbraně se pohybuje závěr podobně jako u skutečné zbraně.
Plynové zbraně jsou poměrně poruchové, náročnější na údržbu a náchylné na počasí (s teplotou klesá tlak pohonného plynu a tedy i dostřel). Nicméně toto vynahrazují faktem, že se jedná o nejvěrnější kopie ostrých zbraní. Obvykle jsou poháněny plynem označovaným jako GreenGas a jeho variacemi - propanbutan s dalšími příměsemi o síle 8 – 15 bar - který je stlačen v zásobníku zbraně (plní se z plynové lahve). Druhou variantou je pohon na CO2 bombičky, které mají lepší vlastnosti za nízkých teplot a často vyšší výkon. Úsťová rychlost plynových pistolí se pohybuje kolem 80–100 m/s, dlouhé zbraně pak 110–130 m/s.

### Elektrické airsoftové zbraně (AEG)

Animace AEG systému

Elektrické zbraně (AEG – z angl. „automatic electric gun“) používají ke svému pohonu obdobně jako manuály stlačený vzduch, avšak píst natahuje elektromotorek s pomocí soustavy převodových kol. Tyto zbraně také umožňují plně automatickou střelbu. 
Základem tohoto typu zbraně je tzv. mechabox. Jedná se o kovové pouzdro, v němž jsou vloženy prakticky všechny funkční součástky. Mechabox je typizovaný vždy pro několik druhů zbraní a vnitřní díly jsou většinou mezi různými verzemi zaměnitelné. Zbraně se vyrábí v plastovém i celokovovém provedení, přesné kopie 1:1. Dnes jsou obvyklá spíše celokovové provedení. Výdrž 1600 mAh baterie stačí v základu na vystřílení cca 1500 kuliček. Obvyklé napětí akumulátoru je od 7,2 V až po 12 V, používají se akumulátory typu Ni-MH,Ni-Cd, Li-Fe, Li-Pol nebo Li-Ion. AEG lze cenově zařadit většinou mezi manuální a plynové zbraně-

## Střelivo
Střelivem do naprosté většiny airsoftových zbraní jsou plastové kuličky ráže 6 mm.
Každá airsoftová zbraň má jinou sílu a jiné střelecké vlastnosti, proto mají kuličky různé gramáže. Běžně se vyrábí v gramážích 0,12 g, 0,20 g, 0,23 g, 0,25 g, 0,28 g, 0,30 g, 0,32 g, 0,36 g, 0,4g , 0,43 g, 0,45 g a 0,48 g. Tyto kuličky se vyrábí zejména v typické bílé barvě, ovšem je možné se setkat i s barevnými provedeními. V současné době se barevné kuličky běžně vyznačují nižší gramáží anebo nižší kvalitou. Zbarvené kuličky nalézají své využití především při hrách v zasněženém prostředí, kdy je hráč, díky jejich odlišné barvě oproti prostředí, schopný pozorovat trajektorii vlastní střelby.  
Tyto kuličky existují i v BIO provedení – vyrábí se z PLA. Tyto kuličky se tedy v přírodě časem rozloží. Nicméně je třeba dbát na kvalitu kuličky, aby nepoškozovala zbraň a měla dobrou balistiku - proto jsou velice tvrdé a jejich rozklad trvá v řádu jednotek let.  
Třetí variantou jsou nasvětlovací kuličky. V těchto kuličkách je příměs fosforu. Pokud je na zbrani namontován nasvětlovací tlumič (případně použit nasvětlovací zásobník, nebo komora), tyto kuličky se při průletu takovým tlumičem (popřípadě komorou, nebo v zásobníku) nasvítí UV diodami a vystřelená kulička tedy svítí. Jsou proto oblíbené při nočních hrách. Jedná se o věrnou kopii stopovek – tedy nábojů, které dělají podobný efekt u ostrých zbraní. 
Výjimečně se prodávají i kuličky z mědi a oceli. Jsou výrazně těžší – cca 0,5–0,9 g a jsou určeny výhradně na terčovou střelbu z velmi výkonných zbraní.  

## Základní součástky
Součástek v airsoftové zbrani je mnoho, zde jsou uvedeny ty hlavní:

### Akumulátor
U elektrických zbraní začíná vše u akumulátoru. Akumulátor je jedna z nejdůležitějších součástek v elektrických zbraních. Akumulátory typu Ni-MH nebo Ni-Cd mohou mít napětí 7,2 V, 8,4 V, 9,6 V nebo 10,8 V. Dále mohou existují akumulátory typu Li-Po / Li-ion / Li-Fe, které mohou mít napětí v rozemezí 7,4–14,8 V, zpravidla se ale používají dvoučlánkové (2S) 7,4 V nebo tříčlánkové (3S) 11,1 V.

### Motor
Motor je také jeden z nejdůležitějších součástek v elektrických zbraních. Je napájen z baterie a při stisku spouště motor natahuje celý vnitřní mechanismus zbraně.

### Pružina
Pružina je základ airsoftové zbraně. Je hlavní součástkou pro udání úsťové rychlosti kuličky. 

### Píst
Píst je součástka, která je vymrštěna pružinou do válce a vzniklý tlak vzduchu jde válcem skrz trysku do komory, kde je připravena kulička, kterou vzduch vystřelí hlavní ven. 

### Hop-Up sestava
Hop-Up sestava (tedy HopUp komora, gumička a přítlačný váleček) jsou součástky nejvíce ovlivňující přesnost a dostřel. 
Uvnitř komory je zavedena hlaveň, která má na začátku zvrchu malý výřez - "okénko". Přes toto okénko je navlečena HopUp gumička, která má uvnitř výstupek (různé tvary), a ten zasahuje dovnitř do hlavně. Kulička tak při průletu gumičkou dostane zvrchu zpětnou rotaci, která jí pomáha překonat gravitaci a zajišťuje tak dlouhý dostřel. Bez HopUp gumičky by byl dostřel i velice výkonných zbraní jen pár jednotek až nízkých desítek metrů.
Protože mají zbraně různý výkon a každému střelci vyhovuje jiná gramáž střeliva, je síla tohoto přítlaku a tedy rotace regulovatelná. Zjednodušeně řečeno – čím výkonnější zbraň a těžší kulička, tím větší přítlak.

### Hlaveň
Po Hop-Up sestavě je vnitřní hlaveň druhá součástka, která ovlivňuje přesnost střelby. Základní průměr vnitřní hlavně u levnějších zbraní je 6,08 mm. Kvalitnější dražší zbraně mají již v základu hlavně 6,03 mm. Vyrábí se v různých průměrech (nejčastěji 6,01 / 6,03 / 6,04 / 6,05 / 6,08 mm).
Nejpodstatnější je kvalita výroby – tedy stálost vnitřního průměr s co nejmenší tolerancí / odchylkou. Samotný průměr hlavně je až na druhém místě. Užší hlaveň = lepší utěsnění kuličky, tedy lehce vyšší výkon. Širší hlaveň = menší výkon, ale lepší přesnost.

### Zásobník
Zásobník je plastová nádoba která tlačí pomocí pružiny do pístu kuličky. Jsou 3 druhy zásobníku: tlačný, točný a bubnový (elektricky dotáčený). Tlačné zásobníky, též známé pod názvem lowcap (v případě stejného množství nábojů jako u reálně předlohy realcap) nebo midcap (do cca 200 ran) jako jediné fungují bez dodatečného natahování. Točný (neboli hicap) zásobník funguje na principu ručního dotáčení kuliček přes lanko nebo kolo na spodní části zásobníku. Jeho výhodou je vysoká kapacita (řádově kolem 400 ran), nevýhodou je fakt, že člověk musí manuálně dotáčet kuličky do podávací šachty, která jich na jedno natočení pojme kolem 30. Druhou nevýhodou je chrastění kuliček v "skladovací" části zásobníku, ze které jsou přetáčeny do podávací šachty. Elektrické zásobníky, též bubnové nebo super hicap, fungují na stejném principu jako zásobníky točné, akorát je dotáčení zajištěno malým elektromotorkem. Uživatel zpravidla volí mezi dotáčením přes tlačítko (na stisk tlačítka se motorek spustí a dotáčí) nebo dotáčením přes mikrofon, kde zásobník obsahuje mikrofon, který při pevně stanovené hranici hluku začne sám od sebe dotáčet. Výhodou je nesrovnatelně vyšší kapacita než u předchozích dvou typů, která zároveň umožňuje dlouhou nerušenou střelbu bez přebíjení, nevýhodou je stejně jako u točných zásobníků chrastění, kromě toho ale i podstatně vyšší cena kvůli tomu, že zásobník obsahuje elektroniku. Vzhledem k prostoru potřebnému pro elektroniku jsou tyto zásobníky též větší (je určitá minimální velikost kterou musí mít, aby měl rozumnou kapacitu pro kuličky).

## Doplňky
Doplňky pro airsoftové zbraně se používají k zlepšení nebo pouze jako vyšperkování. Tyto doplňky se přidělávají ke zbrani pomocí R.I.S. lišty (Rail). Může se na ní přidělávat velmi rychle a bez problémů. Na R.I.S. lišty se může přidělat skoro cokoliv, např. svítilna, laser, poutko atd.

### Bipod
Bipod, neboli nožičky/dvojnožka, které jsou vídány hlavně u odstřelovacích pušek a kulometů. Slouží, stejně jako u ostré předlohy, k přesnější střelbě.

### Tlumič
Spousta lidí si myslí, že tlumič slouží u airsoftových zbraní primárně k utlumení zvuku. Ve skutečnosti tomu tak není. Tlumič u elektrické airsoftové zbraně umožňuje primárně použití delší vnitřní (funkční) hlavně, čímž uživatel získá větší přesnost a dolet kuličky. I přesto zde dochází k určitému utlumení a změně zvukové stopy, v případě dobře sestavené zbraně může kvalitní tlumič s vhodně zvolenou náplní (např. akustická pěna) zbraň opravdu utišit. U plynových zbraní se tlumiče často používají ke zvýšení úsťové rychlosti, tyto tlumiče obsahují prodloužení vnitřní hlavně (tzv. power-up tlumiče).

### Granátomet
Je granátomet součástka, nebo samotná zbraň? Střílí sama o sobě, ale přidělává se k zbrani. Samotné náboje do granátometu stojí cca 500 Kč. Náboj je vlastně větší kulka do zbraně, která v sobě má díry, kam se dávají kuličky a ty pak vymrští plyn, který musíme doplnit zespoda. Granát vymrští kuličky do vzdálenosti cca 15 metrů, zhruba 100 kuliček.

### Optika/kolimátor
Optika snad nejdůležitější doplněk pro odstřelovací pušky. Optika by měla mít několikanásobné zvětšení, něco jako dalekohled, ale na jedno oko a s křížkem na zaměřování. Optika je založena na několika čočkách (3-5 čoček). Jedna uprostřed je na seřízení, kterou se dá pohybovat např. pomocí mince, nebo plochého šroubováku. Může mít i podsvícení křížku, ať už červené nebo zelené s několika stupni jasu.
Kolimátor je pro zaměřování, jako optika, ale bez přiblížení (žádné čočky). Kříž na kolimátoru je světlo, které se odráží od sklíčka, přes které pak zaměřujete. Přes kolimátor je lepší míření, nežli přes zabudované a obyčejné mířidla na zbrani, proto jsou kolimátory tak používané.